# Sambuceto (San Giovanni Teatino)
Sambuceto è una frazione del comune di San Giovanni Teatino, in provincia di Chieti, la cui popolazione è superiore a quella del borgo capoluogo situato in collina. Nodo centrale della val Pescara, dove hanno sede diverse industrie e attività commerciali, è tra i principali centri economici e industriali dell'area metropolitana Chieti-Pescara. Dal 1958 la frazione è sede comunale, rendendo San Giovanni Teatino un comune sparso.

## Geografia fisica
Sambuceto si sviluppa lungo il fondovalle pianeggiante della Val Pescara, occupandone il versante meridionale. La zona più settentrionale del territorio, lungo il fiume Pescara, è sede di importanti infrastrutture dell'area metropolitana pescarese, come l'aeroporto di Pescara, il raccordo autostradale 12 e la zona industriale Val Pescara, mentre il centro abitato, esteso lungo la Via Tiburtina Valeria, è attraversato (senza fermate) dalla ferrovia Roma-Sulmona-Pescara ed è delimitato a meridione dalle colline su cui sorge il capoluogo comunale.

## Storia
La prima menzione di una Silva sambuceti (letteralmente, "foresta di sambuchi") risale al 1095, e si trova in un atto di donazione del conte dei conti normanno Roberto di Loritello al vescovo teatino Rainolfo. La donazione, che assegnava alla diocesi chietina le chiese, le decime del ponte di Pescara sull'omonimo fiume, del porto della cittadina e dei terreni coltivati fuori città e la condivisione dell'area di Sambuceto fra i cittadini pescaresi e il vescovo teatino, comprendeva le chiese di santa Maria di Gerusalemme di Pescara (i cui resti delle colonne sono su viale D'Annunzio), il castello di Forcabobolina e la chiesa di san Salvatore sull'Aterno, in contrada San Salvatore. Nel 1115 papa Pasquale II confermò alla diocesi di Chieti, fra le altre donazioni, il feudo di "Furca".
Sambuceto, insieme al borgo di Forcabobolina, fu dall'VIII secolo una pertinenza dell'abbazia di Montecassino, per poi passare a quella di San Giovanni in Venere. Nel XIII secolo Sambuceto, separato da Forcabobolina, divenne parte della contea di Chieti. Durante il governo a Chieti dei Valignani, nel XVIII secolo Sambuceto fu nuovamente ceduta all'abbazia di Montecassino.
Nel 1811, nell'ambito della riorganizzazione amministrativa del Regno di Napoli, Sambuceto venne trasferita dal comune di Chieti a quello di Forcabobolina, divenendone frazione; nel 1894 il comune di Forcabobolina venne ridenominato San Giovanni Teatino.

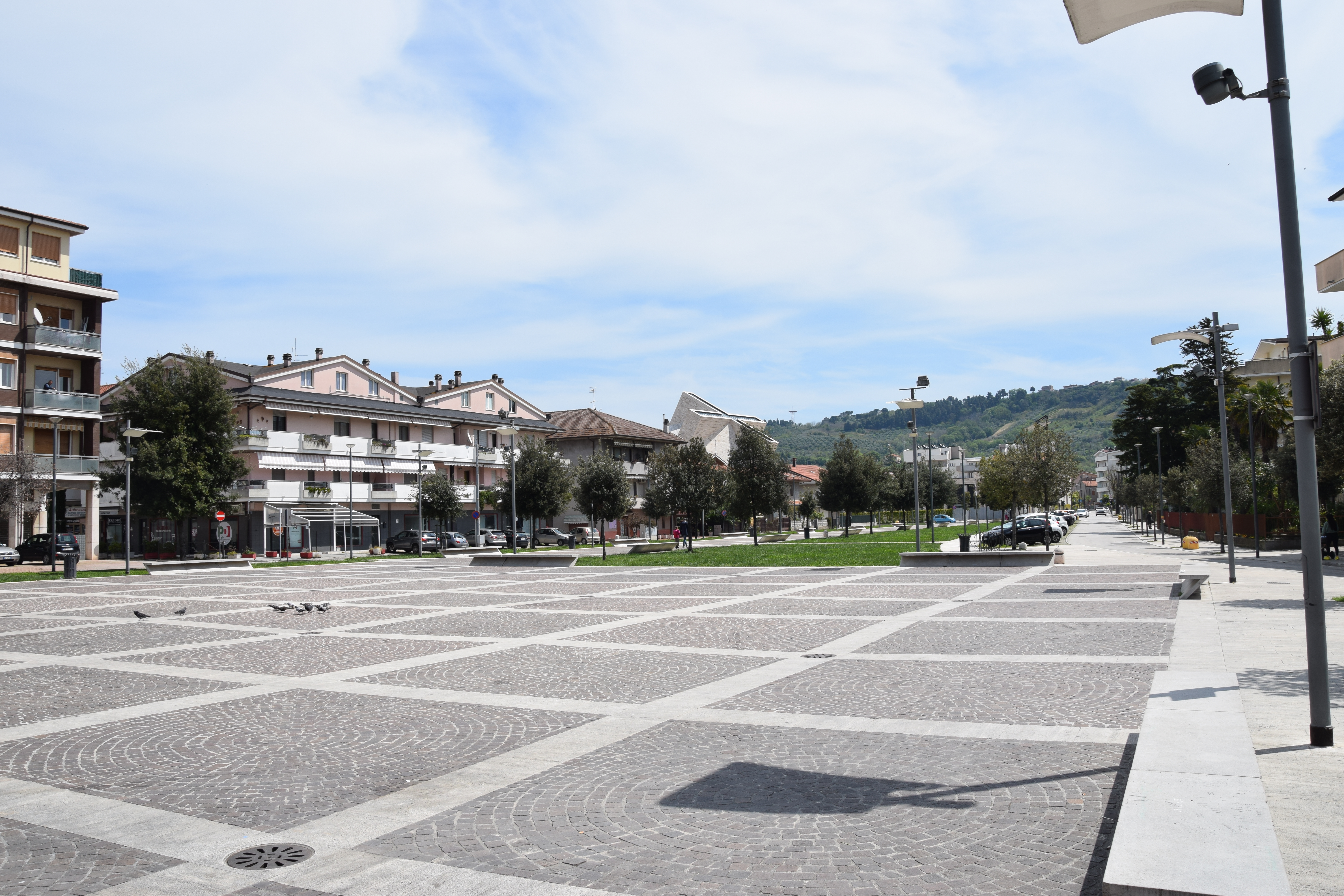
Piazza San Rocco, al centro di Sambuceto

Nel XVIII secolo fu costruita nell'area sambucetese una chiesa rurale dedicata a San Rocco, danneggiata nei bombardamenti di Pescara del 1943 e riconsacrata ex novo negli anni Cinquanta. Il centro cittadino si sviluppò, a partire dalla seconda metà del XX secolo, lungo la via Tiburtina. Negli anni del miracolo economico italiano, oltre allo strutturarsi del centro cittadino e lo spostamento della sede comunale da San Giovanni Teatino a Sambuceto del 1958, sorse a breve distanza da Sambuceto anche la frazione di Dragonara, che ospita un importante nucleo industriale e molte attività di grande distribuzione che la rendono uno dei poli commerciali principali dell'area metropolitana.
In seguito al terremoto dell'Aquila del 2009 venne abbattuta la chiesa di San Rocco, lievemente danneggiata dal sisma. Lo spazio occupato dall'edificio è stato sostituito da una piazza.

## Monumenti e luoghi d'interesse

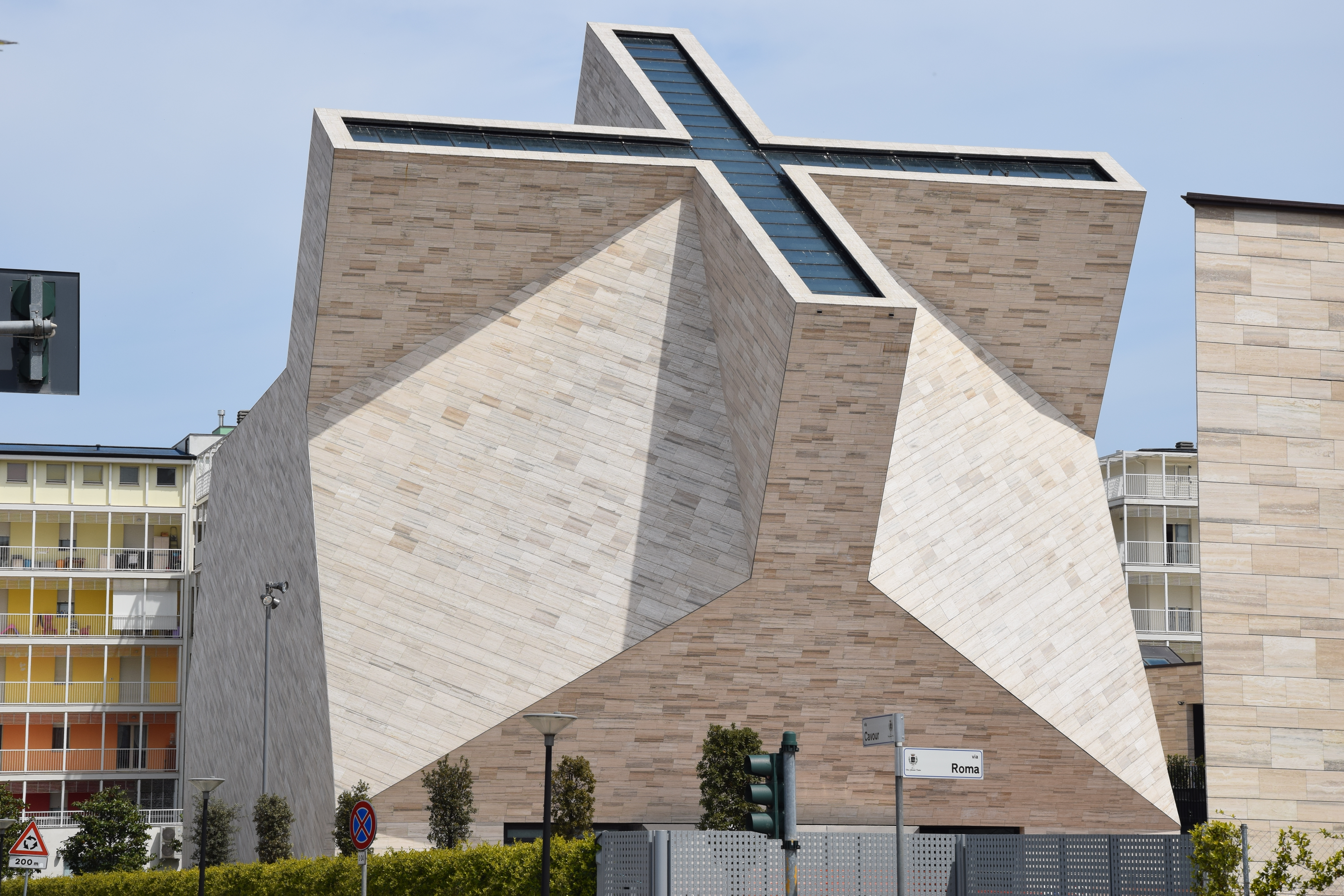
La chiesa di San Rocco

### Chiesa di San Rocco
Nei documenti della visita pastorale di Giosuè Saggese nel 1845 a Sambuceto, si ha una descrizione della chiesa storica, ancora visibile nelle fotografie scattate prima del 1943. L'edificio venne distrutto durante i bombardamenti di Pescara del 1943, e già nel 1949 iniziarono i progetti di ricostruzione; i lavori della nuova chiesa vennero ultimati soltanto nell'anno 1970. L'edificio venne danneggiato durante il terremoto dell'Aquila del 2009 e quindi demolito nel 2010; una nuova chiesa è stata costruita a breve distanza dal luogo dove sorgeva la chiesa.

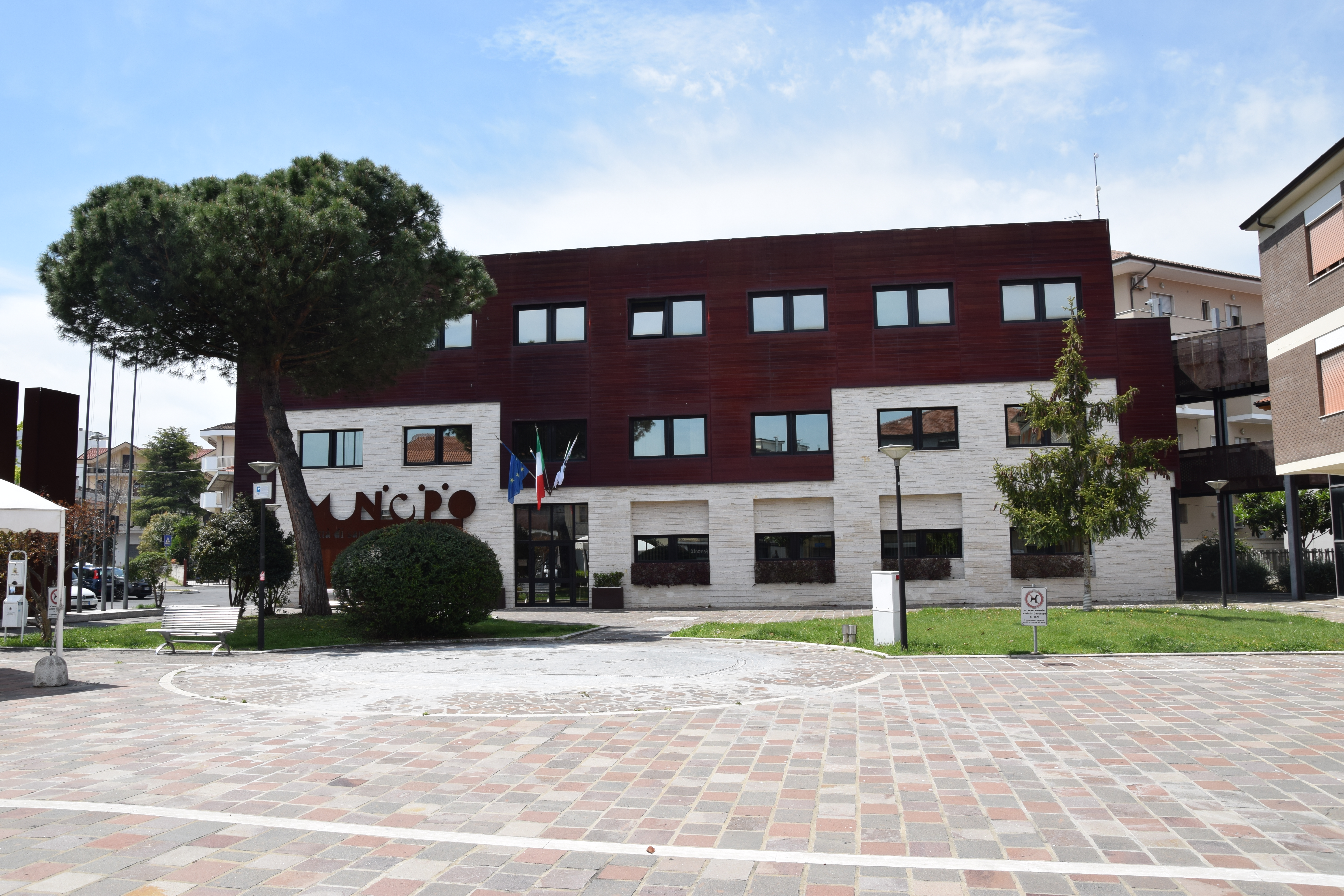
La sede comunale di San Giovanni Teatino

## Economia
L'economia della cittadina beneficia della presenza della zona Industriale Val Pescara, uno dei principali poli industriali regionali, che sorge sulla riva destra del fiume.
Dagli anni 1990 si sono inoltre stabilite nell'area numerose attività di grande distribuzione, al servizio anche dei confinanti capoluoghi di provincia Chieti e Pescara, e l'ippodromo d'Abruzzo, la principale struttura di questo tipo in regione, composto anche di un parco di circa 26 ettari.

## Infrastrutture e trasporti
Situato al centro della popolosa area metropolitana Pescara-Chieti, Sambuceto usufruisce di tutte le infrastrutture di trasporto dell'area ad eccezione di una stazione ferroviaria. Il territorio è servito dal casello autostradale dell'A14 "Pescara ovest-Chieti", da due svincoli del raccordo autostradale Chieti-Pescara, noto come asse attrezzato, e da uno svincolo della tangenziale pescarese, di pochi metri al di fuori dei confini comunali. È in progetto un parziale interramento della linea ferroviaria Roma-Pescara, che divide in due il centro abitato, di circa 700 metri, con l'intento di ricucire il tessuto urbano e di creare nei nuovi spazi recuperati percorsi ciclopedonali ed aree di verde attrezzato.

### Strade
- A14 adriatica
- RA12 asse attrezzato
- SS714 tangenziale di Pescara
- SS5 via Tiburtina Valeria

### Aeroporti
L'aeroporto di Pescara, situato a cavallo dei comuni di Pescara e San Giovanni Teatino, nel quale ricade una parte di pista, opera voli nazionali ed internazionali con il nome commerciale di Aeroporto internazionale d'Abruzzo.

## Sport
Nella frazione sono attive la squadra di calcio Sambuceto calcio, partecipante al campionato di Eccellenza Abruzzo 2023-2024, e la società di pallavolo femminile Gioventù Sambuceto volley, militante in Serie C 2023-2024.